# ГЕС Hóngshíyán
ГЕС Hóngshíyán (红石岩水电站) — гідроелектростанція на півдні Китаю у провінції Юньнань. Знаходячись між ГЕС Xiǎoyántóu (вище по течії) та ГЕС Tiānhuābǎn, входить до складу каскаду на річці Ніулан, правій притоці Дзинша (верхня течія Янцзи). В майбутньому перед станцією Hóngshíyán збираються спорудити ГЕС Luōjiāpíng.
У межах проєкту річку перекрили бетонною греблею висотою 33 метри та довжиною 131 метр, яка утримує невелике водосховище з об'ємом 693 тис. м3 і корисним об'ємом 621 тис. м3. У резервуарі припустиме коливання рівня поверхні під час операційної діяльності між позначками 1131 та 1137,5 метра НРМ.
Зі сховища ресурс спрямовується до прокладеного у правобережному гірському масиві дериваційного тунелю довжиною 2,9 км із діаметром 8,8 метра. Він переходить у напірний водовід діаметром 6 метрів, який ділиться на два діаметрами по 4,2 метра.
Основне обладнання станції становлять чотири турбіни потужністю по 20 МВт, які забезпечують виробництво 380 млн кВт·год електроенергії на рік.